# Bückeburger Prozess
Der Bückeburger Prozess war ein Gerichtsverfahren vor dem Dritten Strafsenat des Oberlandesgerichts Celle in Bückeburg gegen sechs Neonazis wegen Bildung einer terroristischen Vereinigung und anderer Delikte. Als Rädelsführer angeklagt war Michael Kühnen, daneben Lothar Schulte, Lutz Wegener, Uwe Rohwer, Klaus-Dieter Puls und Manfred Börm. Wegen ihrer zentralen Akteure wurden die Angeklagten von Friedhelm Neidhardt auch als Kühnen-Schulte-Wegener-Gruppe (KSWG) bezeichnet.

## Anklage
Den Angeklagten wurde vorgeworfen, 1977 in Norddeutschland eine terroristische Untergrundgruppe gebildet zu haben. Zum ersten Mal in der Geschichte der Bundesrepublik Deutschland wurden damit nicht Links-, sondern mutmaßliche Rechtsextremisten nach § 129a StGB angeklagt. Diese Strafbestimmung war 1976 zur Bekämpfung der Rote Armee Fraktion (RAF) in das Strafgesetzbuch eingefügt worden.
Am 22. November 1977 hatten zwei Angeklagte eine Kaserne in Wentorf bei Hamburg überfallen und das HK G3-Sturmgewehr des Wachhabenden erbeutet. Im Dezember wurde durch die Gruppe ein Kölner Bauunternehmer überfallen und eine Sparkasse in Hamburg ausgeraubt. Im Februar 1978 war ein schwerbewaffneter Überfall auf niederländische Soldaten auf dem Truppenübungsplatz Bergen erfolgt, bei dem Börm und vier andere Angeklagte vier Uzi-Maschinenpistolen und Munition erbeuteten. Geplant waren durch die Gruppe in der Folge die Befreiung von Rudolf Heß, die Ermordung von Beate und Serge Klarsfeld sowie ein Anschlag auf die Gedenkstätte im KZ Bergen-Belsen.

## Die Angeklagten
Hauptangeklagter und Wortführer der Gruppe war der damals 23-jährige ehemalige Bundeswehrleutnant Michael Kühnen. Er war 1977 wegen der Verletzung seiner Dienstpflichten aus der Bundeswehr entlassen worden.
Lothar Schulte (* 1955) war Stabsunteroffizier der Bundeswehr und gab an, von seinen Vorgesetzten bei der Bundeswehr nationalsozialistisch geschult worden zu sein.
Der jüngste Angeklagte war der arbeitslose Photokaufmann Lutz Wegener (* 1957), der bereits wegen der Verwüstung der KZ-Gedenkstätte Bergen-Belsen vorbestraft war. Bergen-Belsen und die weiteren NS-Vernichtungslager betrachtete er als „Mahnmal für Vergangenheitslüge, für Totschlagslüge, für Vernichtungslüge“. Er wurde wegen vierfachen Raubes angeklagt.
Uwe Rohwer (* 1937) war der älteste Angeklagte und früherer Funktionär der NPD und „Gauführer“ Nordmark der rechtsradikalen Wiking-Jugend. Als „Feldwebel“ soll er in einer „Wehrsportgruppe Nordland“ junge nationalsozialistisch Gesinnte militärisch ausgebildet haben. Er arbeitete als Kaufmann und war Vater von fünf Kindern.
Staplerfahrer Klaus Dieter Puls, 37, war ebenfalls aktives Mitglied der norddeutschen „Werwölfe“.
Der Hochbautechniker Manfred Börm, 28, war „stellvertretender Gauführer“ der Wiking-Jugend im „Nordland.“

## Prozessverlauf
Der Prozess wurde im Mai 1979 eröffnet. Am ersten Verhandlungstag stellte der rechte Rechtsanwalt Peter Stöckicht gegen einen Richter einen Befangenheitsantrag, weil dieser der SPD angehörte. Er begründete dies damit, dass die SPD eine Partei sei, „in der Landesverräter und Agenten wie Brandt und Wehner wirken“, daher könne er „gegen Nationalsozialisten nicht objektiv Recht sprechen“.
Im Rahmen der 40-tägigen Verhandlung wurden zwölf Gutachter und 132 Zeugen gehört. Darunter befand sich auch der amerikanische Neonazi Gary Lauck, der von den deutschen Strafverfolgungsbehörden gesucht wurde, dem aber für seine Einreise Immunität gewährt wurde. Dabei wurde im Prozess der Nachweis erbracht, dass auch Raubüberfälle zur Mittelbeschaffung zu den Aktivitäten der Gruppe zählten.
Die Urteile ergingen am 13. September 1979. Bei Schulte, Wegener, Rohwer und Puls sah das Gericht die Mitgliedschaft in einer terroristischen Vereinigung als erwiesen an. Sie erhielten wegen verschiedener Überfälle und Gewalttaten Haftstrafen zwischen acht und elf Jahren. Börm, der an weniger Aktionen der Gruppe beteiligt war, wurde – unter anderem wegen Mitgliedschaft in einer kriminellen (nicht terroristischen) Vereinigung – zu sieben Jahren Haft verurteilt.
Der 24-jährige Kühnen erhielt vier Jahre Freiheitsentzug für Straftaten der Volksverhetzung, der Aufstachelung zum Rassenhass und der Gewaltverherrlichung. Es wurde festgestellt, dass es sich bei der von Kühnen gegründeten Aktionsfront Nationaler Sozialisten um eine Nachfolgeorganisation der NSDAP handelte.